# Willem Einthoven
Willem Einthoven (n. 21 mai 1860, Semarang, Indiile de Est Neerlandeze – d. 29 septembrie 1927, Leiden, Olanda de Sud, Țările de Jos) a fost un medic și fiziolog neerlandez. Pentru cercetările sale în domeniul electrocardiografiei și pentru realizarea primei electrocardiograme i s-a decernat Premiul Nobel pentru Fiziologie sau Medicină în anul 1924.

## Biografie
Willem Einthoven s-a născut în 1860 în orașul Semarang, insula Java, Indonezia (pe atunci, Indiile Olandeze de Est). Tatăl, Jacob Einthoven, a fost medic militar în Indiile de Est, născut și educat la Groningen, Olanda.
Pe când Willem avea doar șase ani, tatăl s-a stins din viață. Patru ani mai târziu, mama, Louise M. M. C. de Vogel, se reîntoarce în Olanda cu cei șase copii și se stabilește la Utrecht.
După frecventarea școlii secundare "Hogere Burgerschool", Einthoven intră la Universitatea din Utrecht în 1878. În 1885 își ia doctoratul iar anul următor devine profesor de fiziologie la Universitatea din Leiden.
Einthoven se căsătorește în 1886 cu Frédérique Jeanne Louise de Vogel, fiică a doctorului W. Th. de Vogel, fost director al Serviciului Public de Sănătate din Indiile Olandeze de Est. Au avut împreună patru copii.

## Contribuții
În 1894, Einthoven începe studiile asupra electrometrului inventat de fizicianul Gabriel Lippmann în 1872 și mai ales în ceea ce privește aplicațiile acestuia la măsurarea curenților produși în urma activității cardiace. După diverse măsurători efectuate pe oameni sănătoși sau cu tulburări cardiace și după îmbunătățiri aduse aparatului de măsură (pentru a-i mări sensibilitatea), în 1903 obține prima înregistrare electrografică. Această invenție stă la baza electrocardiogramei de astăzi.

### Scrieri
- Quelques remarques sur le mécanisme de l’articulation du coude. 1882
- Stéréoscopie dépendant d’une différence de couleur. 1886
- Ueber die Wirkung der Bronchialmuskeln, nach einer neuen Methode untersucht, und über Asthma nervosum. Arch Physiol 51 (1892) 367
- Ueber die Form des menschlichen Electrocardiogramms. Arch f d Ges Physiol 60 (1895) 101-123
- Un nouveau galvanomètre. Arch Sci Exp Nat 2 (1901) 40
- Le Télécardiogramme. Arch Intern Physiol 4 (1906) 132